# Mount Logan
Mount Logan är Kanadas högsta punkt och den näst högsta i Nordamerika, efter Denali. Berget namngavs efter William Edmond Logan, en kanadensisk geolog och grundare av Geological Survey of Canada (GSC). Mount Logan är beläget i Kluane nationalpark i sydvästra Yukon och är källan till Hubbard- och Loganglaciärerna. Mount Logan sägs ha den största basomkretsen av alla berg i världen.
På grund av sin aktiva tektoniska landhöjning så växer berget fortfarande. Före 1992 var Mount Logans exakta höjd okänd och mätningarna varierade mellan 5 949 och 6 050 meter. I maj 1992 gjordes en GSC-expedition och man lyckades mäta bergets nuvarande höjd med en GPS.
Temperaturerna är extremt låga på och nära Mount Logans topp. Den 26 maj 1991 uppmättes rekordet på -77,5 °C vilket är den lägsta temperatur som uppmätts utanför Antarktis. Den räknas dock inte som den kallaste platsen i Nordamerika då den uppmättes på så pass hög höjd. 
Mount Logans bergsmassiv anses omfatta alla omkringliggande toppar med mindre än 500 meters primärfaktor, listade i tabellen nedan.
| Topp                  | Meter | Fot    | Latitud (N) | Longitud (V) |
| --------------------- | ----- | ------ | ----------- | ------------ |
| Huvudtoppen           | 5 959 | 19 550 | 60°34′02″   | 140°24′10″   |
| Philippe Peak (Väst)  | 5 925 | 19 439 | 60°34′45″   | 140°25′56″   |
| Stuart Peak (Öst)     | 5 900 | 19 357 | 60°34′32″   | 140°21′55″   |
| Houston's Peak        | 5 720 | 18 766 | 60°35′06″   | 140°27′13″   |
| Prospector Peak       | 5 644 | 18 517 |             |              |
| AINA Peak             | 5 630 | 18 471 |             |              |
| Russell Peak          | 5 570 | 18 274 | 60°35′35″   | 140°28′02″   |
| Tudor Peak (Norr)     | 5 559 | 18 238 | 60°36′59″   | 140°25′56″   |
| Saxon Peak (Nordöst)  | 5 490 | 18 012 | 60°36′59″   | 140°29′28″   |
| Queen Peak            | 5 380 | 17 651 |             |              |
| Capet Peak (Nordväst) | 5 280 | 17 323 |             |              |
| Catenary Peak         | 4 097 | 13 442 |             |              |
| Teddy Peak            | 3 956 | 12 979 |             |              |

Mount Logan bestegs första gången den 23 juni 1925 av A.H. MacCarthy, H.F. Lambart, A. Carpe, W.W. Foster, N. Read och A. Taylor.
Efter att förre premiärministern Pierre Trudeau avlidit, ville den gode vännen och premiärministern Jean Chrétien döpa om berget till Mount Trudeau. Motstånd från Yukonbor, bergsklättrare, Trudeaus politiska kritiker och andra kanadensiska motståndare gjorde att planerna lades ner. Istället döptes ett berg i British Columbias Premier Range till Mount Pierre Elliott Trudeau.
Under de sista dagarna av maj 2005 blev tre klättrare strandsatta på berget. En samlad kanadensisk och amerikansk räddningsgrupp räddade de tre klättrarna och tog dem till Anchorage, Alaska för behandling av köldskador.